# 廖一梅
廖一梅（1971年12月25日—），中国编剧。1992年毕业于中央戏剧学院。孟京辉之妻，两人有诸多合作作品。

## 经历
- 1992年 从中央戏剧学院戏剧文学系编剧专业毕业。
- 1992年～1993年，任中国戏剧家协会中国戏剧出版社编辑。
- 1993年成为自由编剧。
- 1999年与先锋戏剧导演孟京辉结婚[1]

## 作品列表

### 戏剧编剧作品
- 《恋爱的犀牛》（1999年）

小剧场戏剧，孟京辉导演，舞美设计赵海，作曲张广天 / 于依冉，中央实验话剧院演出，演员：郭涛 / 吴越 / 李乃文 / 杨停 / 李梅 / 廖旭 / 齐志 / 廖凡 / 靳志刚 / 于依冉。
- 《琥珀》（2005年）

话剧，孟京辉导演，音乐总监姚谦，舞美设计金星，2005年3月香港首演，演员：刘烨 / 袁泉。
- 《柔软》(2010年)

话剧，孟京辉导演，2010年11月17日于北京保利剧院首演，演员：郝蕾 / 范植伟 / 詹瑞文。

### 电影编剧作品
- 《千年等一天》（1999年）

嘉禾电影摄制。
- 《一曲柔情》（2000年）

北京电影制片厂摄制，获美国孟菲斯妇女电影节金奖。
- 《象鸡毛一样飞》（2002年）

导演孟京辉，演员： 陈建斌 饰 欧阳云飞 / 秦海璐 饰 方芳 / 廖凡 饰 陈小阳，获第五十五届洛加诺国际电影节青年评委会特别奖，香港国际电影节费比锡影评人大奖。
- 《生死劫》（2005年）

导演李少红，演员：周迅 饰 胭妮 / 吴军 饰 木玉 / 蔡明 / 苏小明。

### 电视剧编剧作品
- 《中国机长》（1997年）

20集电视连续剧，亚环影视摄制。
- 《龙堂》（1998年）

30集电视连续剧，飞图娱乐摄制。
- 《绝对隐私》

### 文学作品
- 《先锋戏剧档案》

孟京辉主编，剧本集，作家出版社，2000年出版。
- 《悲观主义的花朵》

小说，作家出版社，2003年10月出版。
- 《像我这样笨拙地生活》

中信出版社,2011-10-1出版